# Vietor Márton
Vietor Márton (Martin; Igló, 1906. november 3. – Pozsony, 1978. február 3.) jogász, pedagógus, egyetemi professzor.

## Élete
Külkereskedelmi főiskolai tanulmányokat végzett Bécsben, majd a Comenius Egyetem Jogi Karán tanult tovább.
1938-ig ügyvédként működött, majd 1945-1946-ban a Pravda, illetve az ügyészség munkatársa volt. 1951-1971 között a Comenius Egyetem Jogi Karán tanszékvezető, 1954-től egyetemi docens, 1964-től egyetemi tanár, 1966-tól a történettudományok doktora.
Elsősorban jogtörténettel foglalkozott. Az 1950-es, 1960-as években rendszeresen publikált az Új Szóban is. A Természet és Társadalom szerkesztőbizottságának tagja volt.
A pozsony-főrévi temetőben, urnasírban nyugszik.

## Művei
- 1952 Szlovákia a III. Internacionálé keletkezése idején. Fáklya 2/12
- 1952 A feudalizmusból a szocializmusba való közvetlen átmenet feltételei. Fáklya 2/7
- 1953 Cionizmus és antiszemitizmus. Fáklya 3/2
- 1953 A Masaryk legenda. Fáklya 3/3
- 1953 Parasztmozgalmak 1848-ban a szlovák vármegyékben. Fáklya 3/5
- 1955 A Szlovák Tanácsköztársaság harmincötödik évfordulójára (Historicky Časopis, 1954. 12. sz.). A Magyar Munkásmozgalmi Intézet Értesítője 1/1
- 1960 K počiatkom buržoázneho súdnictva ČSR. Bratislava
- 1962 Robotnícke hnutie na slovenskom území okupovanom horthyovským Maďarskom (1938-1945). Historický časopis 10/3
- 1963 Vojenská diktatúra na slovenskom území okupovanom horthyovským Maďarskom (november-december 1938). Právněhistorické studie 9, 5-50
- 1964 Systém a spoločne úlohy nacistických okupačných orgánov. Právnické štúdie 1964/3, 483-505
- 1967 Samospráva v teórii a praxi Uhorského štátu za dualizmu. Historický časopis 15/3
- 1968 Dejiny okupácie Južného Slovenska. Bratislava
- 1969 Význam a miesto Slovenskej republiky rád v československých dejinách. Bratislava
- 1969 Zapojenie Slovenska do ČSR r. 1918. Právněhistorické studie 14, 59-84